# Montagnulaceae
Montagnulaceae es una familia de hongos en el orden Pleosporales.